# Моррис, Уильям (стрелок, Великобритания)
Уильям Моррис (англ. William Morris) — британский стрелок, бронзовый призёр летних Олимпийских игр.
Моррис принял участие в летних Олимпийских играх в Лондоне в стендовой стрельбе. Он стал бронзовым призёром в командной стрельбе.